# Maladie de Pogosta
La maladie de Pogosta est une maladie virale,. Les symptômes de la maladie comprennent généralement une éruption cutanée, ainsi qu'une légère fièvre et d'autres symptômes pseudo-grippaux; dans la plupart des cas, les symptômes durent moins de 5 jours. Cependant, dans certains cas, les patients développent une arthrite douloureuse. Il n'y a pas de médicaments connus disponibles pour traiter la maladie.

## Causes
Il est probable que la maladie soit causée par un virus de type Sindbis, un virus à ARN à brin positif appartenant au genre Alphavirus et à la famille des Togaviridae. En 2002, une souche de Sindbis a été isolée chez des patients lors d'une épidémie de la maladie de Pogosta en Finlande, confirmant l'hypothèse.
La durée d'incubation peut atteindre 10 jours.

## Épidémiologie
Cette maladie se trouve principalement dans les parties orientales de la Finlande ; la maladie a été détectée pour la première fois en 1974 dans l'ancien village paroissial d'Ilomantsi, parfois appelé Pogosta. La prévalence de la maladie est d'environ 100 cas diagnostiqués chaque année, avec des épidémies plus importantes se produisant tous les 7 ans.

## Symptômes
Chez l’humain, l’infection à virus Sindbis est généralement bénigne et spontanément résolutive. Des infections cliniquement silencieuses sont fréquentes.
En phase aigüe, les symptômes sont l’arthrite, un exanthème prurigineux, de la fatigue, une fièvre légère avec céphalées et des douleurs musculaires. Ils surviennent habituellement au cours des 2 premiers jours de l’infection. L'arthralgie touche principalement les chevilles, doigts, poignets et genoux. L'exanthème maculopapuleux évoluant en éruptions vésiculaires se répartit de façon diffuse sur le tronc et les membres, la paume des mains et la plante des pieds. Une inflammation de la gorge peut survenir. La plupart des patients se rétablissent dans les deux semaines mais chez la moitié d'entre eux des douleurs articulaires persistent de 12 à 30 mois.